# Teoria grafurilor

Un graf etichetat, cu 6 noduri și 7 muchii

În matematică și informatică, teoria grafurilor studiază proprietățile grafurilor. Un graf este o mulțime de obiecte (numite noduri) legate între ele printr-o mulțime de muchii cărora le pot fi atribuite orientări (în acest caz, se spune că graful este orientat). Un graf poate fi reprezentat geometric ca o mulțime de puncte legate între ele prin linii (de obicei curbe).
Dezvoltarea teoriei grafurilor a pornit de la probleme legate de jocuri și amuzamente matematice alcătuite spre a testa ingeniozitatea. Acestea au atras atenția unor matematicieni experimentați ca Euler, Hamilton, Cayley, Birkhoff iar cu trecerea anilor teoria grafurilor a devenit un domeniu bogat in rezultate și de o surprinzătoare varietate și aplicabilitate.

## Aplicații
Grafurile au o importanță imensă în informatică, de exemplu:
- în unele problemele de sortare și căutare - elementele mulțimii pe care se face sortarea sau căutarea se pot reprezenta prin noduri într-un graf;

- schema logică a unui program se poate reprezenta printr-un graf orientat în care o instrucțiune sau un bloc de instrucțiuni este reprezentat printr-un nod, iar muchiile direcționate reprezintă calea de execuție;

- în programarea orientată pe obiecte, ierarhia obiectelor (claselor) unui program poate fi reprezentată printr-un graf în care fiecare nod reprezintă o clasă, iar muchiile reprezintă relații între acestea (derivări, agregări).

## Vocabular al Teoriei Grafurilor.
- Definiția unui graf
- Variații în definiția unui graf
- Subgrafuri
- Operații cu grafuri
- Clase de grafuri
- Drumuri și circuite
- Matrice asociate unui graf
- Structuri de date utilizate in reprezentarea (di)grafurilor
- Glosar de teoria grafurilor
- Graf chimic